# Gloeospermum sclerophyllum
Gloeospermum sclerophyllum är en violväxtart som beskrevs av José Cuatrecasas. Gloeospermum sclerophyllum ingår i släktet Gloeospermum och familjen violväxter. Inga underarter finns listade i Catalogue of Life.